# Antônia da Santa Cruz
Antônia da Santa Cruz (Queimadas, 13 juni 1905 – aldaar, 23 januari 2022) was een Braziliaanse supereeuwelinge.
De leeftijdsclaim van Da Santa Cruz werd op 4 februari 2021 geaccepteerd door de Gerontology Research Group (GRG). Hiermee werd ze de op vier na oudste levende mens en de op één na oudste mens van Brazilië ooit, achter de op dat moment 116-jarige Francisca Celsa dos Santos. Toen laatstgenoemde op 5 oktober 2021 overleed, werd Da Santa Cruz de oudste inwoner van Brazilië en de op twee na oudste mens ter wereld, na de 117-jarige Lucile Randon uit Frankrijk en de 118-jarige Kane Tanaka uit Japan.
Da Santa Cruz overleed op 23 januari 2022. Ten tijde van haar overlijden was ze de laatst levende persoon geboren in 1905.